# Estágio fálico

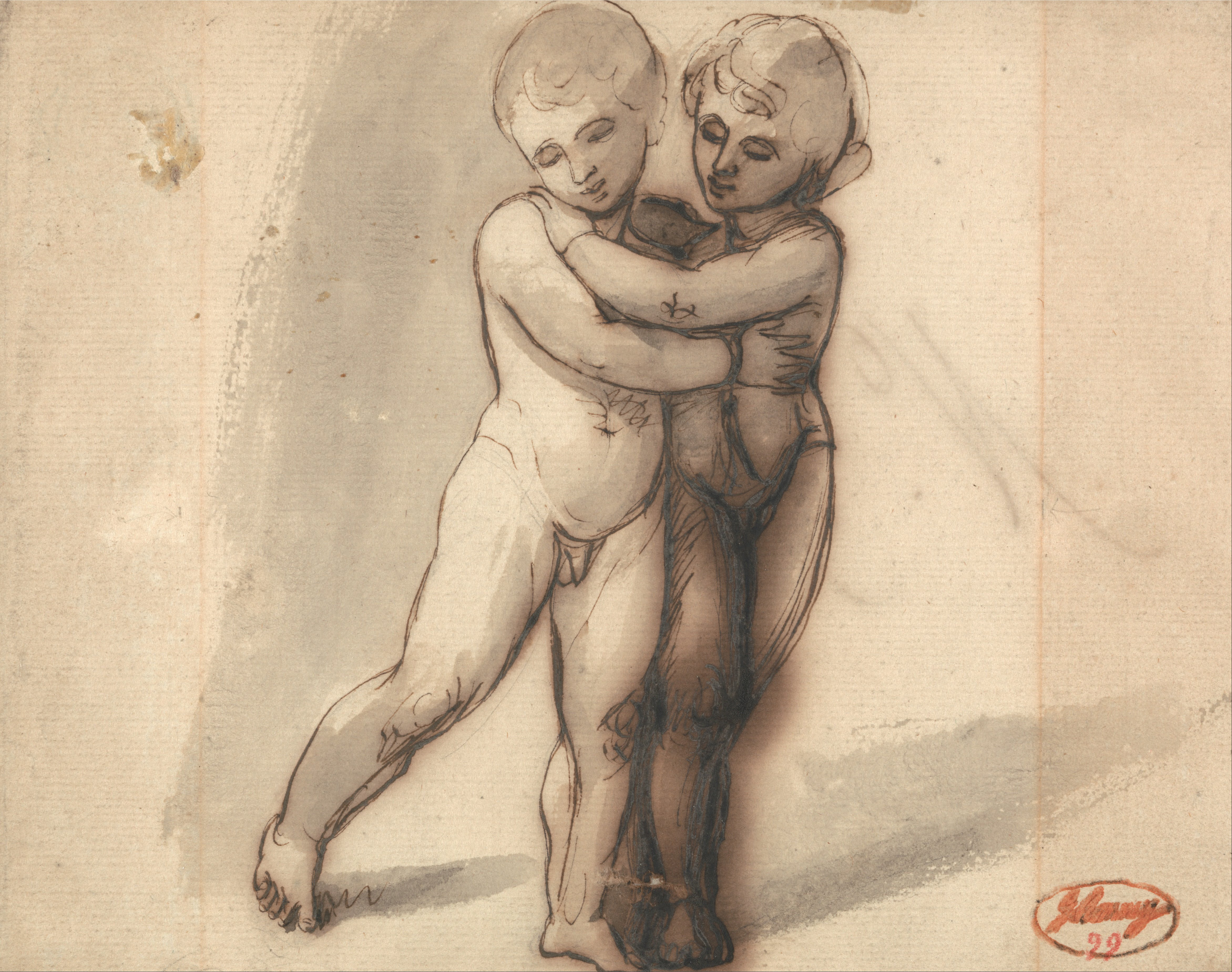
George Romney - Duas crianças nuas

Na psicanálise freudiana, o estágio fálico é o terceiro estágio do desenvolvimento psicossexual, abrangendo as idades de três a seis anos, em que a libido (desejo) da criança se concentra em sua genitália como zona erógena. Quando as crianças se tornam conscientes de seus corpos, dos corpos de outras crianças e dos corpos de seus pais, elas satisfazem a curiosidade física ao se despir e explorar um ao outro e seus genitais, o centro do estágio fálico, no curso do qual eles aprendem as diferenças físicas entre "masculino" e "feminino", e as diferenças de gênero entre "menino" e "menina", experiências que alteram a dinâmica psicológica da relação pais e filhos. O estágio fálico é o terceiro de cinco estágios freudianos de desenvolvimento psicossexual: (i) o oral, (ii) o anal, (iii) o fálico, (iv) o latente e (v) o genital.

## Conceito
O estágio fálico pode ser definido da seguinte forma: 
Estágio de organização infantil da libido que segue as fases oral e anal e é caracterizado por uma unificação dos impulsos parciais sob a primazia dos órgãos genitais. Mas, ao contrário da organização genital puberal, o menino ou menina não reconhece, nesta fase, mais do que um único órgão genital, o masculino, e a oposição dos sexos é equivalente à oposição fálico-castrada. A fase fálica corresponde ao momento culminante e ao declínio do complexo de Édipo; nele predomina o complexo de castração.
Segundo a teoria freudiana, a zona erógena é então genital e uretral, e o prazer está ligado à exposição, ao voyeurismo relativo aos genitais. Este é o período mais marcado pela angústia da castração e seu reconhecimento. Neste momento o sujeito reconhece para os dois sexos apenas o único órgão genital masculino, o falo e sua ausência (fálico ou castrado). Essa fase fálica pode levar ao reconhecimento do órgão genital feminino, levar à diferenciação dos sexos (pênis ou vagina) e ao reconhecimento da identidade sexual (masculina ou feminina) e da sexualidade.
No entanto,também aparece um conflito relacionado à proibição do incesto aspirado pelo complexo de Édipo: a criança quer possuir sua mãe, mas para isso ele deve destruir seu pai, seu rival, ao mesmo tempo em que o ama e o admira. Esse sentimento cria um conflito importante do qual a criança deve sair. Para ser dono de sua mãe, ele se identificará com o pai, submetendo-se a sua autoridade; contudo, identificando-se com ele, ele se separará de sua mãe. O pai que era rival torna-se o objeto a imitar para se apropriar de seu poder.

## Desenvolvimento do conceito
O conceito de uma fase fálica de organização da libido não está presente desde o início na obra de Freud, aparecendo pela primeira vez apenas em 1923. No entanto, a base teórica que permite a Freud manter uma organização fálica (masculina) para ambos os sexos já estaria presente em um anexo que fez em 1915 ao trabalho Três Ensaios sobre a Teoria da Sexualidade (1905).
Este conceito, como em geral a teoria das fases em sua conjugação e sua relação com a identidade feminina, foi desde o início objeto de controvérsias. Assim, a ideia da fase fálica tem sido um aspecto-chave da crítica do falocentrismo no debate sobre a sexualidade feminina, sustentada por muitas décadas por psicanalistas, culturalistas e feministas notáveis, incluindo Melanie Klein, Karen Horney, Jacques Lacan, Helene Deutsch e Simone de Beauvoir.

## Complexos: Édipo e Electra
No estágio fálico do desenvolvimento psicossexual, a experiência decisiva de um menino é o complexo de Édipo, que descreve a competição filho-pai pela posse sexual da mãe. Este complexo psicológico indiretamente deriva seu nome do personagem mitológico grego Édipo, que sem querer matou seu pai e possuiu sexualmente sua mãe. Inicialmente, Freud aplicou o complexo de Édipo ao desenvolvimento de meninos e meninas; ele então desenvolveu o aspecto feminino do desenvolvimento psicossexual do estágio fálico como a atitude de Édipo feminina e o complexo de Édipo negativo; mas seu aluno-colaborador Carl Jung propôs o "complexo Electra ", derivado do personagem mitológico grego Electra, que planejou uma vingança matricial contra a mãe pelo assassinato de seu pai, para descrever a competição psicossexual de uma garota com a mãe por posse de o pai dela.

### Édipo

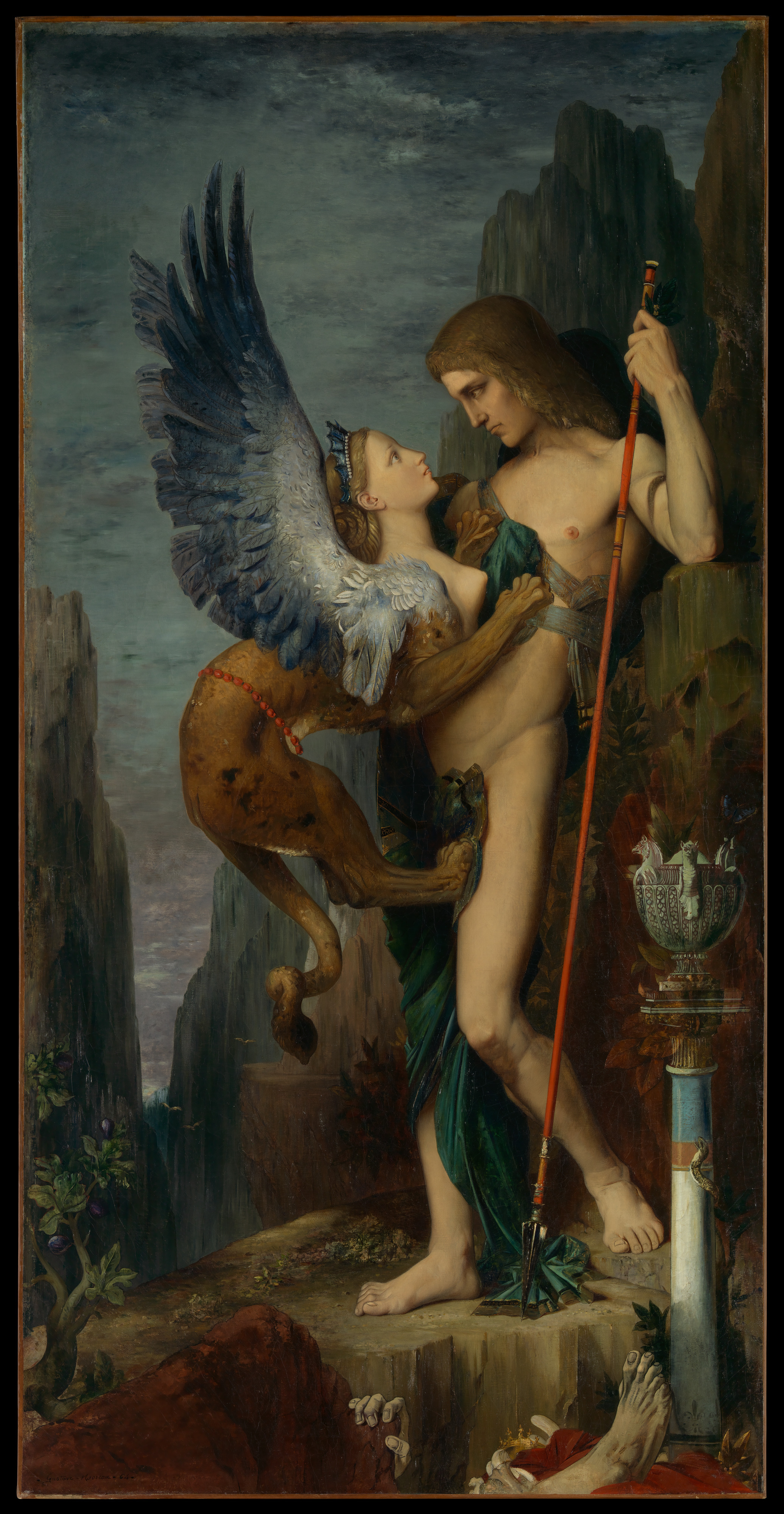
Complexo de Édipo: Édipo e a Esfinge, de Gustave Moreau, 1864.

Apesar de a mãe ser quem principalmente satisfaz os desejos da criança, a criança começa a formar uma identidade sexual discreta - "menino", "menina" - que altera a dinâmica do relacionamento entre pais e filhos; os pais tornam-se o foco da energia libidinal infantil. O menino concentra sua libido (desejo sexual) em sua mãe e concentra ciúmes e rivalidade emocional contra seu pai - porque é ele quem dorme com a mãe. Para facilitar a união dele com a mãe, o id do menino quer matar o pai (assim como Édipo), mas o ego, pragmaticamente baseado no princípio de realidade, sabe que seu pai é o mais forte dos dois machos competindo para fêmea. No entanto, o menino temeroso permanece ambivalente sobre o lugar do pai na família, que se manifesta como medo da castração pelo pai fisicamente maior; o medo é uma manifestação irracional e subconsciente do id infantil.

### Electra

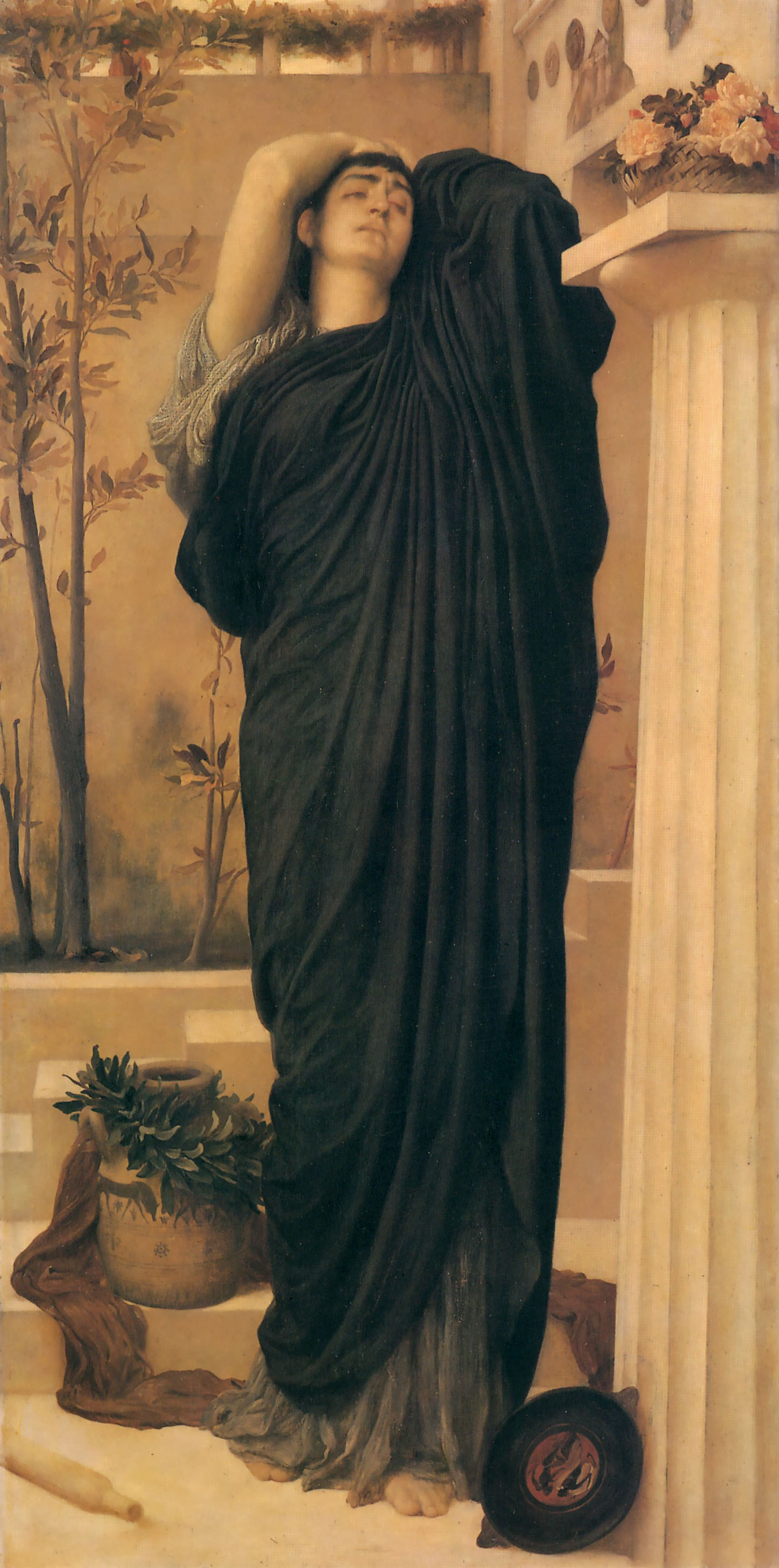
Complexo Electra: Electra no Túmulo de Agamenon, por Frederic Leighton, c.1869

Ao desenvolver uma identidade psicossexual discreta, os meninos desenvolvem ansiedade de castração e as meninas desenvolvem a inveja do pênis em relação a todos os homens. A inveja da menina está enraizada no fato biológico de que, sem pênis, ela não pode possuir a mãe sexualmente, como exige o id infantil, consequentemente, a menina redireciona seu desejo de união sexual ao pai. Ela assim progride psicossexualmente para a feminilidade heterossexual (que culmina em gerar um filho) derivada de desejos infantis anteriores; seu filho substitui o pênis ausente. Além disso, após o estágio fálico, o desenvolvimento psicossexual da menina inclui a transferência de sua zona erógena primária do clitóris infantil para a vagina adulta. Assim, Freud considerava que o conflito edipiano de uma menina era mais emocionalmente intenso do que o de um menino, resultando, potencialmente, numa mulher de personalidade submissa e menos confiante.

## Mecanismos de defesa
Em ambos os sexos, os mecanismos de defesa fornecem resoluções transitórias do conflito entre os impulsos do Id e os impulsos do ego. O primeiro mecanismo de defesa é a repressão, o bloqueio de memórias, impulsos emocionais e ideias da mente consciente; ainda assim, não resolve o conflito id-ego. O segundo mecanismo de defesa é a identificação, pela qual a criança incorpora, a seu ego, as características de personalidade do genitor do mesmo sexo. Adaptando-se assim, o menino diminui sua ansiedade de castração, porque a semelhança com o pai protege-o da ira do pai como um rival para a mãe; a menina, por sua vez, facilita a identificação com a mãe, que entende que, sendo fêmeas, nenhuma delas possui pênis e, portanto, não são antagonistas.

## Fixação
Uma fixação não resolvida no estágio fálico poderia levar ao egoísmo, à baixa auto-estima, às mulheres sedutoras e promíscuas, à timidez, à inutilidade e aos homens que tratam as mulheres com desprezo. Uma fixação neste estágio produz personalidades resolutas, autônomas, orgulhosas e egoístas. Freud acreditava que esta era a fase em que a homossexualidade se desenvolve.
Essas pessoas mostram sinais de promiscuidade ou assexualidade, amoralidade ou puritanismo. Eles mudam comportamentos de acordo com a doutrina dos opostos. Se o conflito não for resolvido, o adulto pode não querer ou ser incapaz de desenvolver um relacionamento amoroso com outras pessoas.